# Feuerstein (Stubaier Alpen)
Mit dem Namen Feuersteine wird ein Doppelgipfel im mittleren Hauptkamm der Stubaier Alpen bezeichnet, der genau auf der Staatsgrenze zwischen Italien und Österreich, beziehungsweise zwischen der autonomen Provinz Südtirol und dem Bundesland Tirol liegt. Unterschieden wird zwischen dem Östlichen Feuerstein (italienisch: Montarso di Levante, nordöstlich gelegen), der eine Höhe von 3268 m ü. A. besitzt, und dem 3245 Meter hohen Westlichen Feuerstein (Montarso di Ponente, südwestlich gelegen). Die beiden Gipfel sind durch einen 400 Meter langen Grat mit einer kleinen Einschartung miteinander verbunden. Die Feuersteine sind leicht von der Bremer Hütte und der Nürnberger Hütte aus erreichbar, weisen kaum Schwierigkeiten bei einer Besteigung auf und sind daher beliebte Aussichtsziele. Nach Norden, Süden und Westen erstrecken sich ausgeprägte Grate. Touristisch zuerst bestiegen wurde der westliche Gipfel am 14. September 1869 durch den Historiker Julius Ficker aus Innsbruck und die Bergführer Pankraz Gleinser und Andrä Pfurtscheller. Darüber hinaus erhebt sich weiter nördlich der 2967 m ü. A. hohe Apere Feuerstein, den die Nürnberger Scharte (2914 m) vom Massiv der beiden Hauptgipfel trennt.

## Erstbesteigungen
Zuerst begangen wurden die Feuersteine anlässlich der Franziszeischen Landesaufnahme um 1855. Die erste touristische Begehung des Westgipfels erfolgte laut Literatur am 14. September 1869 durch den Historiker Julius Ficker, geführt von Pankraz Gleinser und Andreas Pfurtscheller. Der Ostgipfel wurde wohl schon lange vorher von Jägern bezwungen, der erste Tourist war hier ein Holzmann aus London 1871, der vom Pflerschtal aufbrach. Eine weitere ungenaue Angabe zur Erstbesteigung lautet: Einer der beiden Feuersteine wurde von dem österreichischen Botaniker Anton Kerner von Marilaun am 2. September 1870 bestiegen.

## Lage und Umgebung
Die Feuersteine liegen etwa sieben Kilometer Luftlinie südlich von Ranalt im Stubaital, sowie gut fünf Kilometer nördlich von Maiern im Ridnauntal, einem Seitental westlich von Sterzing. Sie bilden den Talschluss des Pflerschtals, das bei Gossensaß vom Wipptal in die Stubaier Alpen abzweigt. Der Doppelgipfel ist vollständig von Gletschern umgeben. Im Norden erstreckt sich der Grüblferner bis auf eine Höhe von gut 3000 Metern, im Südosten der bis 3100 Meter Höhe reichende Feuersteinferner und im Südwesten liegt schließlich der Hangende Ferner. Benachbarte Berge sind im Verlauf des Nordostgrats der Pflerscher Hochjoch mit 3166 Metern Höhe, im Südosten die 3196 Meter hohe Agglsspitze und im Westen die Hohe Wand (2973 m).

## Stützpunkte und Routen
Der Weg der Erstbesteiger 1869 führte von der nördlich gelegenen, heute verfallenen Grüblalm in südlicher Richtung hinauf zum Hauptkamm, dann hinunter zum Hangenden Ferner und über die Magdeburger Scharte und über den Südgrat zum Gipfel nach 5½ Stunden Gehzeit. Dieser Weg auf den Westgipfel erfordert Kletterfähigkeiten im Schwierigkeitsgrad UIAA II.
Der Normalweg auf den Östlichen Feuerstein führt von Norden her zum Gipfelkreuz des Östlichen Feuersteins. Als Stützpunkte dienen die Bremer Hütte auf 2413 Metern Höhe, gelegen nordöstlich des Gipfels im hinteren Gschnitztal, oder die Nürnberger Hütte (2280 m) im hinteren Langental. Von der Nürnberger Hütte führt ein Weg in südlicher Richtung zur Nürnberger Scharte. Unterhalb der Scharte geht es in südöstlicher Richtung über den Grüblferner (Hochtour mit entsprechender Ausrüstung und Erfahrung) bis zur äußersten obersten Ecke des ca. 30° geneigten Firnfelds zum Gipfel des Östlichen Feuersteins. Die Gratbegehung zum Westlichen Feuerstein besteht aus leichter Kletterei im, laut Literatur, Schwierigkeitsgrad UIAA I. Die Gehzeit beträgt 4 Stunden von der Nürnberger Hütte und 4½ von der Bremer Hütte. Eine alternative Route führt von der italienischen (Südtiroler) Seite vom Talort Ridnaun auf Steig Nr. 9 bzw. 9a über Aglsbodenalm, Aglsalm und Pfurrnsee zur Magdeburger Scharte und von hier wie die Erstbesteiger über den Südgrat zum Gipfel des Westlichen Feuersteins. Dieser Weg auf den Westgipfel erfordert Kletterfähigkeiten im Schwierigkeitsgrad UIAA II.

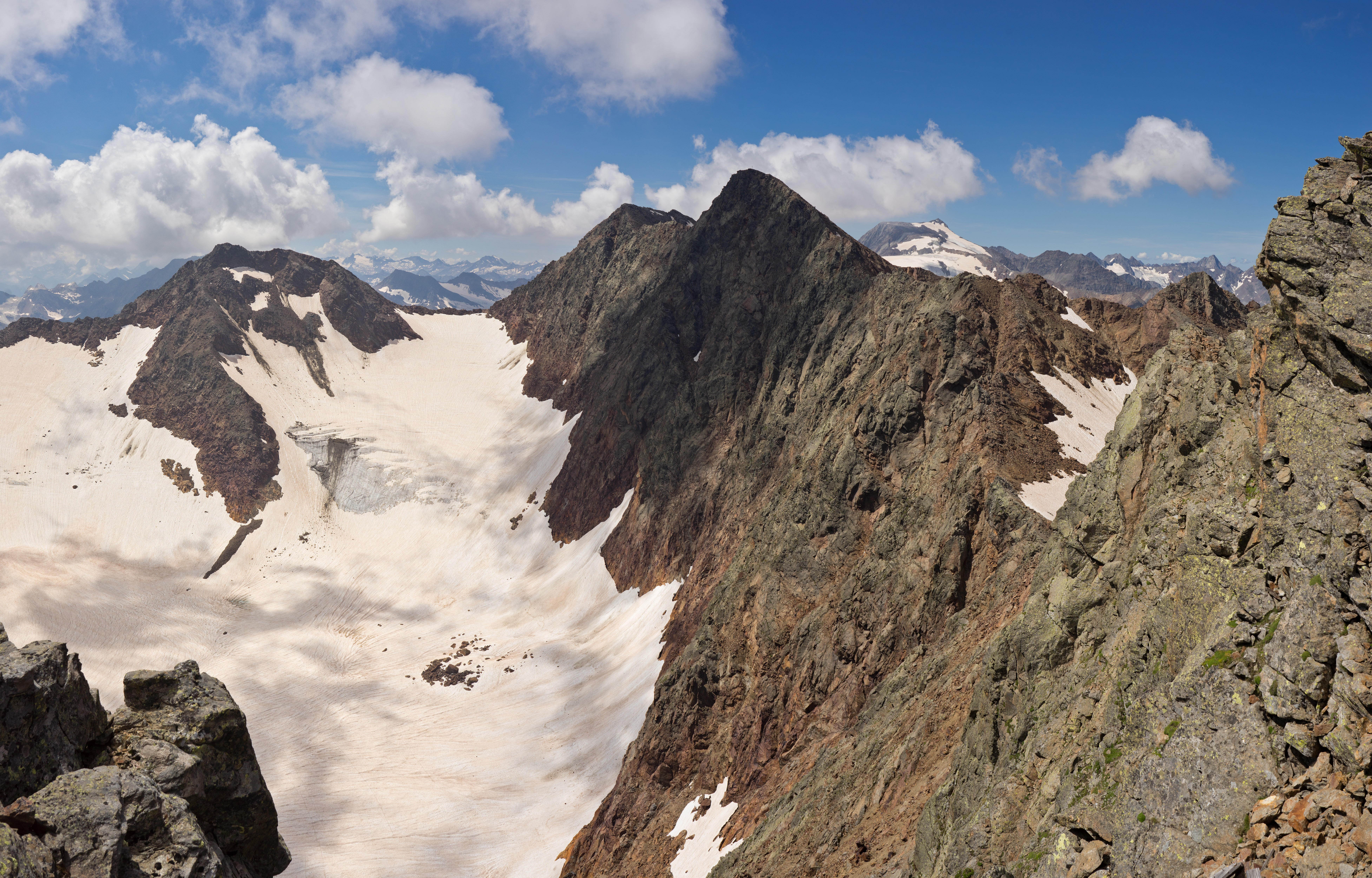
Blick von der Schneespitze auf den Feuersteinferner und die Feuersteine. Links die Aggslspitze, rechts davon die Magdeburger Scharte, von wo nach rechts der Südgrat zum Westlichen Feuerstein ansteigt.
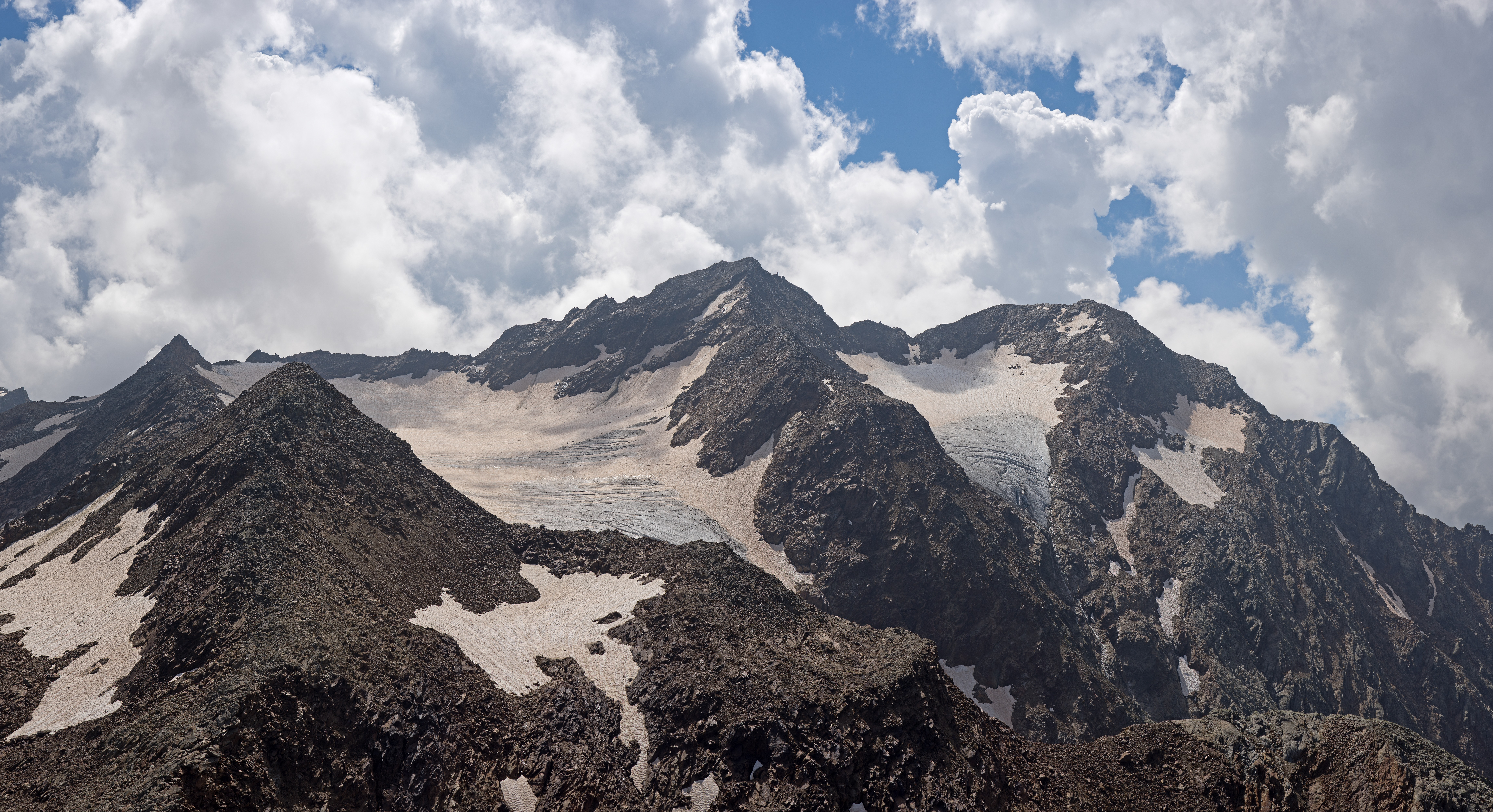
Blick vom Aperen Feuerstein zum Östlichen Feuerstein (Mitte) und Westlichen Feuerstein (rechts)